# Hermann Prey

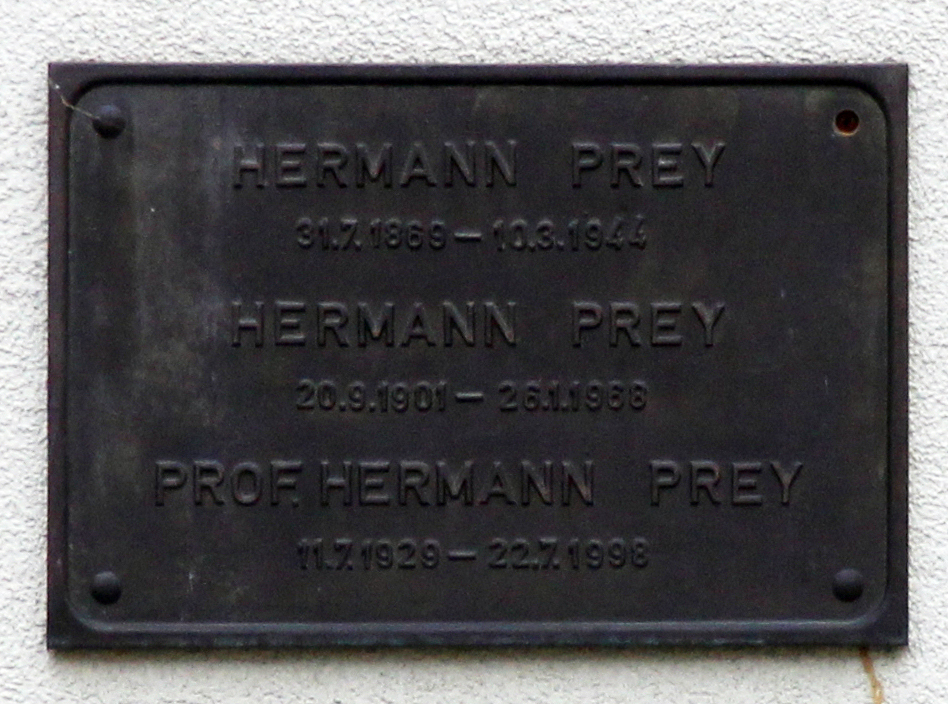
Lapide de Hermann Prey

Hermann Prey (11 de Julho de 1929 - 22 de Julho de 1998) foi um barítono alemão. Renomado pelas suas interpretações de Figaro na década de 1960.

## Biografia
Hermann Prey nasceu em Berlim e cresceu sob o regime nazista. Ele estudou canto no Hochschule für Musik em Berlim. Ele começou cantando em recitais e fez sua estréia operística em 1953 em Wiesbaden. Ele se associou a Ópera Estatal de Hamburgo, onde ele continuou cantando até 1960. Durante seus últimos anos em Hamburgo, ele fez muitas apresentações no Festival de Salzburgo. Ele também cantou frequentemente no Metropolitan Opera entre a década de 1960 e a década de 1970 e fez sua estréia no Festival de Bayreuth em 1965. No começo de sua carreira ele cantava mais obras de Giuseppe Verdi, enquanto no fim de sua carreira ele concentrou-se mais em Mozart e Richard Strauss. Sua voz leve, ágil e seu jeito hilário fizeram ele fazer muito sucesso com óperas cômicas. Em 1972 ele se apresentou como Figaro em um filme de Il Barbiere di Siviglia com Teresa Berganza, Luigi Alva e Claudio Abbado. Prey também cantou operettas na televisão alemã. 
Ele é melhor relembrado pelos seus recitais, seu primeiro recital nos Estados Unidos aconteceu em 1956. Foi um grande interprete de lieder de Schubert. A partir de 1982 ele começou a lecionar Musikhochschule Hamburgo.
Faleceu em Krailing, Bavaria.